# Seo (plaats)
Seo is een bestuurslaag in het regentschap Timor Tengah Utara van de provincie Oost-Nusa Tenggara, Indonesië. Seo telt 507 inwoners (volkstelling 2010).